# Lyon Capitale
Cet article possède un paronyme, voir Lion Capital.
 (novembre 2022).
Lyon Capitale est un magazine mensuel lyonnais, anciennement hebdomadaire, créé en 1994 et publié à Lyon et dans sa région. C'est aussi un site Internet et une émission de télévision quotidienne.
Lyon Capitale est intégralement détenu par le milliardaire Christian Latouche.

## Histoire
Lyon Capitale est créé en 1994 par Jean-Olivier Arfeuillère, Philippe Chaslot, Mathieu Thai et Anne-Caroline Jambaud. Outre un hebdomadaire, les fondateurs lancent l'année suivante un site internet, qui fait de Lyon Capitale l'un des pionniers de la presse française sur le web avec Libération et les Dernières Nouvelles d'Alsace. L'intégralité des articles de l'hebdomadaire sont mis ainsi gratuitement en ligne une semaine après leur parution.

### 1995 à 2005
Le Progrès en devient l'actionnaire majoritaire en 1995, puis cède le titre en 2005 à Bruno Rousset, PDG du groupe April.
Considéré comme un journal d'opposition sous Raymond Barre (UDF), Lyon Capitale agace l'ancien Premier ministre en sortant de nombreuses affaires[réf. nécessaire]. À la suite d'un article critique sur le « gaspillage » des festivités de l'an 2000, Raymond Barre s'emporte lors d'un conseil municipal, lançant publiquement à son premier adjoint : « Vous auriez dû exécuter ce scribouillard ! ». Le 11 septembre 2001, lors d'une conférence de presse où il annonce son retrait de la vie politique, Raymond Barre s'emporte de nouveau contre un journaliste de Lyon Capitale, qui l'interroge sur l'usage qu'il a fait des fonds secrets de Matignon : « Lyon capitale, vous avez défoncé le caniveau ! ».
En 1998, Lyon Capitale appelle à la démission de Charles Millon (UDF), à la suite de son alliance avec le FN au conseil régional de Rhône-Alpes. En 2001, le journal appelle à lui faire barrage lors des élections municipales. Entre les deux tours, Lyon Capitale titre « Lyon déshonorée », faisant référence à l'alliance passée par le candidat RPR Jean-Michel Dubernard avec Charles Millon, et se réjouit une semaine plus tard de l'élection de Gérard Collomb, saluant « une victoire capitale ».
Relativement indulgent avec Gérard Collomb, les premières années de son mandat, Lyon Capitale est progressivement devenu plus critique. En octobre 2001, le journal dénonce la réception en grande pompe du numéro deux chinois Hu Jintao. La rédaction, déjouant le dispositif de sécurité, diffuse un message du dissident chinois Wei Jingsheng lors du passage du cortège officiel. En 1999, ce dernier avait déjà interpellé le numéro un chinois Jiang Zemin, reçu par Raymond Barre, depuis le balcon du journal, alors situé en face de la mairie. Pour déjouer les services de police et les renseignements généraux, Wei Jingsheng avait alors emprunté une traboule, visiblement inconnue des forces de l'ordre. La traboule a ensuite été symboliquement baptisée « Traboule des droits de l'homme » (une plaque est toujours visible au 7 rue Puits-Gaillot à Lyon).
En avril 2005, l'hebdomadaire fait sa une sur « les déçus de Collomb ». En septembre de la même année, lorsque Patrick Bertrand, vice-président du Grand Lyon chargé des marchés publics, annonce sa démission, Lyon Capitale en fait sa « une » et lui accorde un entretien où il motive sa démission par son refus de « jouer plus longtemps les guignols sur des marchés de concession que je pense pipés ».
Le groupe Le Progrès (Groupe Républicain) cède le titre en septembre 2005 à Evolem, Bruno Rousset (assurances April).

### Depuis 2005
Lyon Capitale publie ensuite une série d'enquêtes dénonçant certains arrangements sur les marchés du Grand Lyon[évasif]. Le maire de Lyon et président du Grand Lyon, Gérard Collomb, décide alors d'interrompre tous les achats d'espaces publicitaires des collectivités qu'il dirige dans le magazine. Il fait aussi passer la consigne à tous les organismes, qui dépendent des subventions de la ville, en particulier les institutions culturelles[réf. nécessaire]. Même si certaines[évasif] bravent la consigne, le manque à gagner est de 100 000 euros pour le journal.
Parallèlement, des pressions sont exercées sur l'actionnaire du journal, Bruno Rousset, PDG d'April, qui décide alors de limoger[Quand ?] le PDG et directeur de la rédaction de Lyon Capitale, Jean-Olivier Arfeuillère, puis son rédacteur en chef, Philippe Chaslot.
Une violente crise oppose l'équipe du journal à son actionnaire, qui se solde début 2006 par la reprise du journal, à la barre du tribunal de commerce, par Xavier Ellie (ancien PDG du Progrès), soutenu par l'ensemble du personnel. Sa première décision est de réintégrer Jean-Olivier Arfeuillère et Philippe Chaslot.
En 2007, Lyon Capitale refonde son site Internet pour en faire un site d'actualité multimédia, qui atteint 1,3 million de visiteurs uniques en 2010[réf. nécessaire]. En juillet de la même année, Jean-Olivier Arfeuillère et Philippe Chaslot quittent le journal pour reprendre la maison d'hôte Dar Nour, à Tanger[réf. nécessaire].
En avril 2008, Lyon Capitale est racheté par Fiducial, dirigé par Christian Latouche, avant d'être relancé à partir d'octobre suivant sous la forme d'un mensuel de 150 pages. Didier Maïsto en devient le PDG et directeur de la publication. Dans ses éditoriaux, il défend systématiquement l'indépendance du journal et prend en juin 2009 la décision de refuser « les pages de publicité vantant les mérites des collectivités locales, quelle que soit leur couleur politique ». Car, explique-t-il, « comment être crédible en enquêtant, par exemple, sur l'utilisation de l'argent public, quand nous-mêmes tendrions fébrilement notre sébile aux édiles ? ».
Fin 2021, Lyon Capitale change de logo et adopte le même que Sud Radio (autre propriété du groupe Fiducial Médias de Christian Latouche).

## Propriétaires
- Le Progrès (octobre 1994-2005)[6]
- Evolem - Groupe d'assurances Apicil (août 2005 – janvier 2006)[7]
- Xavier Ellie (mars 2006 – avril 2008)[8]
- Fiducial (avril 2008 – …)[9]

## Rédacteurs en chef
- Philippe Chaslot (1994 à 2007)[10]
- Raphaël Ruffier-Fossoul (2007-2019)[11]
- Guillaume Lamy (2021 - …)[1]

## Audience
En avril 2022, l'ACPM (qui certifie la diffusion des audiences des médias) rend publique une étude portant sur la fréquentation des sites d'actualité et d'information généraliste durant les deux soirées de l'élection présidentielle.
À la suite de sa couverture du plus important rendez-vous politique et démocratique français, Lyon Capitale entre dans le top 50 des sites d'actus les plus visités de France. Lors du premier tour, Lyon Capitale se classe 43e site d'information le plus visité de France. Lors du second tour, Lyon Capitale prend la 24e place des sites d'information les plus visités de France.

## Procès
Le 2 avril 2013, Lyon Capitale est condamné par les prud'hommes à verser 93 500 euros à trois anciens salariés journalistes pour licenciement sans cause réelle et sérieuse, et discrimination syndicale. Le directeur de la publication annonce son intention de faire appel.
En octobre 2019 Lyon Capitale est relaxé du délit de diffamation à l'encontre du directeur de l'hôpital psychiatrique du Vinatier.
En mai 2018, Lyon Capitale publie en effet une enquête composée d'un article principal intitulé "Psychose au Vinatier", dans lequel il est relaté les difficultés auxquelles est confronté le plus gros hôpital psychiatrique de France (baisse drastique des budgets, suppressions de postes, engorgement des urgences, recrudescence des violences) et un article qui décrit la personnalité du directeur du centre hospitalier intitulé "Le sulfureux M. Mariotti", au sujet duquel pèsent des soupçons d'emploi fictif. Estimant être diffamé par certains propos de l'article, M. Mariotti déposait une plainte simple qui faisait l'objet d'un classement sans suite. Il déposait alors une plainte avec constitution de partie civile le 27 juillet 2018 pour les faits de diffamation publique commis envers un fonctionnaire public sur le fondement des articles 29 et 31 de la loi du 29 juillet 1881 (faits réprimés par les articles 30 et 31 de la loi du 29 juillet 1881). Le 15 octobre 2019, le tribunal correctionnel de Lyon, 6e chambre presse, jugeait que « les propos employés ne contiennent pas des allégations diffamatoires » au préjudice de M. Mariotti. En conséquence, le tribunal relaxe Didier Maïsto, directeur de la publication, et Guillaume Lamy, auteur de l'enquête, du délit de diffamation et n'encourent aucune condamnation[réf. souhaitée].
En janvier 2020, Lyon Capitale est relaxé du délit de diffamation à l'encontre de MAP Dépannage (installée à Vaulx-en-Velin) et de son gérant Faiçal Hraki.
En septembre 2018, Lyon Capitale publiait une enquête intitulée « Coups fourrés à la fourrière » dans laquelle il est établi qu'entre concurrence effrénée pour les marchés publics, dénonciations, procès et recours en cascade, les fourriéristes se livraient à une lutte sans merci dans l'agglomération lyonnaise.
Lyon Capitale était cité devant le tribunal correctionnel de Lyon par la société MAP Dépannage et son gérant Faiçal Hraki. Lui était reproché d'avoir allégué ou imputé un fait portant atteinte à l'honneur ou à la considération de la société et de son gérant. Le 21 janvier 2020, la cour d'appel de Lyon (4e chambre) relaxe Lyon Capitale, reconnaissant l'exception de bonne foi[réf. souhaitée].

## Identités visuelles

Logo avant 2021
Logo depuis 2021